# Macrocneme chionopus
Macrocneme chionopus är en fjärilsart som beskrevs av Max Wilhelm Karl Draudt 1915. Macrocneme chionopus ingår i släktet Macrocneme och familjen björnspinnare. Inga underarter finns listade i Catalogue of Life.